# في انتظار نهاية الاسبوع (كتاب)
في انتظار عطلة نهاية الاسبوع Waiting for the Weekend" هو كتاب نشر في عام 1991 من قبل الكندي مهندس، أستاذ والكاتب ويتولد ريبزينسكي. كتاب في انتظار عطلة نهاية الأسبوع، يروي فيه الكاتب ويتولد ريبزينسكي تطور الأسبوع المكون من سبعة أيام و 168 ساعة، والذي ظهر مع التقويم البابلي، والتطور الأحدث والأكثر حداثة لعطلة نهاية الأسبوع التي استمرت يومين. وبذلك، يروي تاريخ أوقات الفراغ والوقت ؛ بداية من أيام "المحرمات "، أيام السوق، المهرجانات العامة والأعياد المقدسة، ومع حلول الثورة الصناعية، تطورت ممارسة "إبقاء يوم الإثنين "، أي البقاء في المنزل من العمل، إلى عطلة نهاية الأسبوع الحديثة.